# 전기장
전기 마당(electric field) 또는 전기장은 관찰 대상인 전하를 띤 물체가 공간 상의 어느 점 P에 있는 시험 전하에 가해주는 단위 전하량 당 전기력을 뜻한다. 즉, 시험 전하가 느끼는 전기력을 시험 전하의 전하량으로 나눈 값이다. 전기장은, 어느 전하가 다른 전하에 전기력을 가할 때, 순간적인 원격 작용이 아니라 이러한 전기력을 매개해줄 공간이 필요하다고 생각하여 만든 개념이다. 즉, 전기력이 갖고 있는 원격력의 성질을 설명하기 위해 도입한 개념이다. 전하가 주위에게 전기력을 행사하기 위해 주위공간을 적합하게 변형시킨 것이 전기장이다.
또 다르게 말하면, 전기장은 공간상에 전하가 존재할 때, 그 전하에 의해 생기는 공간상 각 지점의 전위의 기울기를 말한다. 전위의 기울기이기 때문에, 단위는 V/m가 된다.
또한 일반적으론, 공간상의 한 점의 전기장의 크기는 그 지점에 단위전하(+1 C)을 놓았을 때 그 전하가 받는 전기력으로 정의한다. 따라서 단위는 N/C이며, 단위는 위와 동일하게 V/m이다.

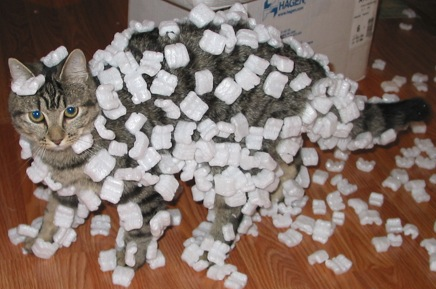
전기장의 존재 증거. 고양이의 움직임으로 인한 마찰전기가 고양이의 털에 정전하를 발생시킨다. 정전하들의 전기장은 스티로폼의 분자들을 극화시키고(정전유도), 충분히 가벼워서 전기력이 중력보다 큰 스티로폼 조각들이 고양이 털에 들러붙는다.

{\displaystyle E={F \over q_{0}}}
- {\displaystyle E}: 전기장
- {\displaystyle q_{0}}: 전하량

- 전기장의 단위 유도

{\displaystyle E={F \over q_{0}}}
{\displaystyle ={F*d \over q_{0}*d}}
{\displaystyle ={E \over q_{0}*d}}
- {\displaystyle d}: 변위 Displacement
- {\displaystyle E}: 에너지 Energy

{\displaystyle {E \over q_{0}}=V} : 단위 전하가 갖는 에너지 = 전위
{\displaystyle E={F \over q_{0}}={V \over d}}
따라서 N/C = V/m이다.

## 쌍극자 사이의 전기장
{\displaystyle z}가 두 전하 사이의 중점으로부터 특정 위치까지의 거리이고, {\displaystyle p}는 전기 쌍극자모멘트라고 할 때, 다음 공식이 성립한다.
{\displaystyle E={1 \over 2\pi \epsilon _{0}}{p \over z^{3}}}
- {\displaystyle \epsilon _{0}} : 진공의 유전율

## 같이 보기
- 전하
- 자기장